# Silvio Marić
Silvio Marić (ur. 20 marca 1975 w Zagrzebiu) – chorwacki piłkarz grający na pozycji pomocnika.
Był piłkarzem następujących klubów: Dinamo Zagrzeb (1992–1999, 2002–2003 i 2005–2007), HNK Segesta (wypożyczenie, 1994), Newcastle United (1999–2001), FC Porto (2001–2002) i Panathinaikos AO (2003–2005). Wraz z Dinamem Zagrzeb sześciokrotnie zdobył mistrzostwo Chorwacji (1993, 1996, 1997, 1998, 2003, 2006) i czterokrotnie puchar Chorwacji (1996, 1997, 1998 i 2002). Wraz z Panathinaikosem AO w 2004 roku zdobył mistrzostwo i puchar kraju.
Wraz z reprezentacją Chorwacji wystąpił na Mistrzostwach Świata w Piłce Nożnej 1998 i zdobył brązowy medal. W kadrze zadebiutował 30 kwietnia 1997 w wygranym 1:0 meczu z Grecją. 
Na mundialu zagrał w 2 meczach fazy grupowej: z Japonią (1:0) i Argentyną (0:1), w ćwierćfinale z Niemcami (3:0) i półfinale z Francją (1:2). Po raz ostatni dla reprezentacji zagrał 12 października 2002 w przegranym 0:2 meczu z Bułgarią, który został rozegrany w ramach eliminacji do Euro 2004.

## Odznaczenia
- Order Chorwackiej Plecionki (1998)[4]